# Erik Göran Moberg
Erik Göran Moberg, född 3 oktober 1833 i Östersunds församling, död 9 december 1903 i Östersund, var en svensk musikinstrumentmakare och klaverbyggare verksam 1858-1860 i Stockholm och 1860-1903 i Östersund. 

## Biografi
Moberg föddes 3 oktober 1833 i Östersunds församling. Han var son till vagnmakaren Erik Peter Moberg och Beatha Christina Grip. 1842 blev han snickargesäll hos snickaren Olof Wilhelm Beckman i Norrköping. 1853 blev han snickarlärling hos organisten och klockaren Carl Petersson i Kullerstad. 1854 blev han gesäll hos snickaren Håkan Wilhelm Amnelius i Östersund. 1855 flyttade han till Sättna. 1857 bodde han på Stadssmedjegatan 14 i Sankt Nikolai församling, Stockholm. 1858 flyttade han till Regeringsgatan 54 i Jakob och Johannes församling, Stockholm. Moberg var sedan 1860 instrumentmakare i Östersund. Moberg avled 9 december 1803 i Östersund. Han blev riddare av Vasaorden 1 december 1888. Han satt med från 1863 i stadsfullmäktige i Östersund.
Moberg gifte sig första gången 3 november 1857 i Stockholm med Christina Carolina Selander (1829-1868). Hon var dotter till byggmästaren Salander i Örebro. De fick tillsammans barnen Carl (1858-1886), Laura Georgina Karolina (född 1860), Anna Beata Elvira (född 1862), Emilia (född 1863), Gustaf Roberg (1865-1865), Hulda Maria Charlotta (född 1866) och Pehr Gustaf (1868-1868). Moberg gifte sig andra gången 31 oktober 1869 med Jakobina Wilhelmina Dedering (1832-1880). Hon var dotter till bryggare Jakob Dedering i Norrköping. De fick tillsammans barnen Johanna (född 1870), Georg (född 1872) och Hulda (född 1876).

## Medarbetare
- 1858 - Ekström (född 1834). Han var gesäll hos Moberg.
- 1860 - Carl Johan Oskar Jansson (född 1839). Han var lärling hos Moberg.
- 1860 - Otto Wilhelm Enström (född 1842). Han var lärling hos Moberg.
- 1864-1866 - Johan August Sjöberg (född 1835). Han var snickargesäll hos Moberg.
- 1862-1865 - Jonas Ångman (född 1837). Han var gesäll hos Moberg.
- 1861- - Mathias Leander Carlstrand (född 1840). Han var svarvargesäll hos Moberg.
- -1865 - Olof Hägg Törnberg (född 1843). Han var lärling och senare gesäll hos Moberg.
- 1863-1864 - Gustaf Wilhelm Ljungberg (född 1837). Han var tapetserargesäll hos Moberg.
- -1866 - Johan Johansson (född 1843). Han var lärling och senare gesäll hos Moberg.
- 1863-1869 - Ole Kristoffersson Wicke (född 1841). Han var lärling hos Moberg.